# 滇尖子木
滇尖子木（学名：Oxyspora yunnanensis）为野牡丹科尖子木属下的一个种。其种加词 yunnanensis 意为“云南的”。